# Guilty (single van Barbra Streisand & Barry Gibb)
"Guilty" is een nummer van de Amerikaanse zangeres en actrice Barbra Streisand en de Britse producer Barry Gibb. Het nummer verscheen op Streisands gelijknamige album uit 1980. In oktober van dat jaar werd het nummer uitgebracht als de tweede single van het album.

## Achtergrond
"Guilty" is geschreven door de broers Barry, Robin en Maurice Gibb, bekend van de band Bee Gees. Het werd geproduceerd door Barry Gibb, Albhy Galuten en Karl Richardson. In de Verenigde Staten bereikte het nummer de derde plaats in de Billboard Hot 100 en de vijfde plaats in de Adult Contemporary-lijst. In het Verenigd Koninkrijk kwam het niet verder dan de 34e plaats. In Nederland werd de twaalfde plaats in de Top 40 en de vijftiende plaats in de Nationale Hitparade behaald, terwijl in Vlaanderen de negende plaats in de Ultratop 50 werd behaald. Hiernaast behaalde het nummer in 1981 een Grammy Award in de categorie Best Pop Vocal Performance, Duo or Group. Tevens verscheen het op het Bee Gees-compilatiealbum Their Greatest Hits: The Record uit 2001. Het nummer kwam voor in de film Madea's Witness Protection uit 2012.
Covers van "Guilty" zijn gemaakt door onder meer Tom Jones en Gladys Knight. In Australië bereikte de band Human Nature in 2004 de 33e plaats met hun cover. De demoversie van Barry Gibb verscheen in 2006 op het demoalbum The Guilty Demos. Deze versie diende als voorbeeld voor Streisand en werd enkel in falsetto gezongen, aangezien hij nog niet had besloten om het nummer een duet te laten worden. Het is het laatste nummer dat voor het album werd aangedragen.

## Hitnoteringen

### Nederlandse Top 40
| Hitnotering: 29-11-1980 t/m 10-01-1981 | Hitnotering: 29-11-1980 t/m 10-01-1981 | Hitnotering: 29-11-1980 t/m 10-01-1981 | Hitnotering: 29-11-1980 t/m 10-01-1981 | Hitnotering: 29-11-1980 t/m 10-01-1981 | Hitnotering: 29-11-1980 t/m 10-01-1981 | Hitnotering: 29-11-1980 t/m 10-01-1981 | Hitnotering: 29-11-1980 t/m 10-01-1981 |
| Week                                   | 1                                      | 2                                      | 3                                      | 4                                      | 5                                      | 6                                      |                                        |
| -------------------------------------- | -------------------------------------- | -------------------------------------- | -------------------------------------- | -------------------------------------- | -------------------------------------- | -------------------------------------- | -------------------------------------- |
| Positie                                | 32                                     | 23                                     | 13                                     | 12                                     | 14                                     | 24                                     | uit                                    |

### Nationale Hitparade
| Hitnotering: 13-12-1980 t/m 27-12-1980 | Hitnotering: 13-12-1980 t/m 27-12-1980 | Hitnotering: 13-12-1980 t/m 27-12-1980 | Hitnotering: 13-12-1980 t/m 27-12-1980 | Hitnotering: 13-12-1980 t/m 27-12-1980 |
| Week                                   | 1                                      | 2                                      | 3                                      |                                        |
| -------------------------------------- | -------------------------------------- | -------------------------------------- | -------------------------------------- | -------------------------------------- |
| Positie                                | 15                                     | 17                                     | 25                                     | uit                                    |

### NPO Radio 2 Top 2000
| Nummer met noteringen in de NPO Radio 2 Top 2000 | '99 | '00 | '01 | '02 | '03 | '04 | '05 | '06 | '07 | '08 | '09 | '10 | '11 | '12 | '13  | '14  | '15  | '16  | '17  | '18  | '19  | '20  | '21  | '22  | '23  | '24  |
| ------------------------------------------------ | --- | --- | --- | --- | --- | --- | --- | --- | --- | --- | --- | --- | --- | --- | ---- | ---- | ---- | ---- | ---- | ---- | ---- | ---- | ---- | ---- | ---- | ---- |
| Guilty                                           | 592 | 669 | 539 | 752 | 686 | 519 | 401 | 482 | 464 | 488 | 596 | 489 | 725 | 931 | 1358 | 1208 | 1313 | 1219 | 1385 | 1059 | 1278 | 1097 | 1176 | 1117 | 1058 | 1233 |

1. ↑  Een vetgedrukt getal geeft de hoogste notering aan.